# Дудник, Игорь Анатольевич
И́горь Анато́льевич Ду́дник (укр. Ігор Анатолійович Дудник; род. 9 августа 1985, Куйбышево, Запорожская область) — украинский футболист, правый защитник

## Карьера
Воспитанник запорожского футбола. С 2002 года выступал за дубль запорожского «Металлурга», 28 ноября 2004 года сыграл первый матч за основную команду клуба в высшей лиге Украины против одноклубников из Донецка.
В 2008 году перешёл в грозненский «Терек», дебютировал в российской премьер-лиге 11 мая 2008 года в игре против «Амкара». Всего провёл в составе «Терека» 4 матча. По словам самого игрока, его уход из «Металлурга» в 2007 году и из «Терека» в 2008 связаны с сложными отношениями с тренером Вячеславом Грозным.
Весной 2009 года был на просмотре в «Луче-Энергии» и «Шиннике», но подписание контракта не состоялось, затем присоединился к украинскому клубу «Закарпатье», за который не сыграл ни одного матча. Летом 2009 года подписал контракт с «Краснодаром», в его составе один раз появился на поле — 11 сентября 2009 года в игре первого дивизиона против «КАМАЗа».
В начале 2010 года подписал контракт с даугавпилсской «Даугавой», проведя за неё три матча, получил травму и восстанавливался, играя осенью 2010 года за «Феникс-Ильичёвец» в первой лиге Украины. Весной 2011 вернулся в «Даугаву», на этот раз более успешно — провёл в чемпионате Латвии 11 матчей и забил 4 гола.
В сезоне 2011/12 Дудник вернулся в свой первый клуб — запорожский «Металлург». Сыграв 15 матчей за сезон, он помог клубу занять второе место в турнире первой лиги и выйти в высшую.
С осени 2012 года выступал за донецкий «Олимпик», в сезоне 2013/14 стал победителем первой лиги Украины. Единственный гол за команду забил в ноябре 2013 года в игре против «ФК Сумы» (1:0). В июне 2014 года покинул «Олимпик».